# Municipio de Water Creek
El municipio de Water Creek (en inglés: Water Creek Township) es un municipio ubicado en el condado de Hempstead en el estado estadounidense de Arkansas. En el año 2010 tenía una población de 465 habitantes y una densidad poblacional de 6,76 personas por km².

## Geografía
El municipio de Water Creek se encuentra ubicado en las coordenadas 33°38′53″N 93°41′22″O / 33.64806, -93.68944. Según la Oficina del Censo de los Estados Unidos, el municipio tiene una superficie total de 68.75 km², de la cual 68,54 km² corresponden a tierra firme y (0,31 %) 0,21 km² es agua.

## Demografía
Según el censo de 2010, había 465 personas residiendo en el municipio de Water Creek. La densidad de población era de 6,76 hab./km². De los 465 habitantes, el municipio de Water Creek estaba compuesto por el 55,7 % blancos, el 40,43 % eran afroamericanos, el 0,22 % eran asiáticos, el 1,72 % eran de otras razas y el 1,94 % eran de una mezcla de razas. Del total de la población el 3,01 % eran hispanos o latinos de cualquier raza.